# Тара Рід
Тара Донна Рід (англ. Tara Donna Reid, вимовляється /riːd/) — американська кіноакторка, знімалася в таких фільмах, як «Великий Лебовські» (1998), «Міські легенди» (1998), «Американський пиріг» (1999), «Американський пиріг 2» (2001), «Джозі і кішечки» (2001), «Донька мого боса» (2003) і «Один у темряві» (2005).

## Життєпис

### Ранні роки
Народилась 8 листопада 1975 року в Вакоффі (штат Нью-Джерсі). Батьки Том і Донна Рід — власники двох дитячих садків.

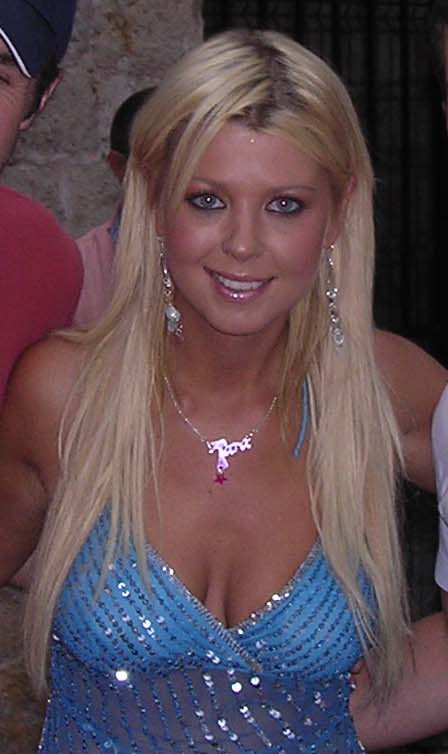
У 2005 році

Вона навчалась в католицькій школі й закінчила альтернативну середню школу — Байсреблськую академію. Згодом батьки віддали її в дитячу акторську школу в Нью-Йорку, де вона навчалась разом з Макколей Калкіним, Сарою Мішель Геллар, Беном Тейлором і Джеррі О'Коннеллом. У Рід є молодші брат і сестра Коллін і Патрік, і старший брат Том.

### Кар'єра
Почала зніматися у віці дев'яти років, грала в шоу «Діти грають», а також знялась в більш ніж 100 рекламних роликах, в тому числі таких відомих марок як McDonald's, Crayola і Milton Bradley.
Після переїзду в Голлівуд в 1997 році Рід з'явилася у великому кіно, в епізодичній ролі університетського диск-жокея Таші у фільмі жахів «Міські легенди» режисера Джемі Бленкса. Популярність здобула після зйомок в картині «Великий Лебовскі» (1998) (англ. The Big Lebowski у ролі Бані Лебовскі — дружини головного героя. Потім, в 1999 зіграла у фільмах «Навколо вогню» і «Жорстокі ігри».
В 1999 року Рід грає роль Вікі в скандальній молодіжній комедії «Американський пиріг», яка приносить їй славу і статус секс-символу.
Між 2000 і 2002 Рід зіграла в декількох невдалих фільмах («Джозі і кішечки» і «Доктор Ті і його жінки»). У 2001 і 2002 вона знімається в продовженні «Американський пиріг 2» і «Король вечірок»; повернулась на телебачення, на NBC в комедійний серіал «Клініка».
З 2003 по 2005 рік Рід з'явилася в двох фільмах «Донька мого боса» і «Один у темряві».
У 2005 році Рід знімала своє шоу на каналі «Е».
2012 року з'явилася в продовженні «Американський пиріг: Знову разом» і «Останній дзвоник».
2013 року з'явилась у популярному фільмі «Акулячий торнадо», а потім у трьох його сиквелах.

## Фільмографія
| Фільми      | Фільми                                 | Фільми                              | Фільми                           |
| Рік         | Українською мовою                      | мовою оригіналу                     | Роль                             |
| ----------- | -------------------------------------- | ----------------------------------- | -------------------------------- |
| 1987        | Повернення до Салемз Лоту              | A Return to Salem's Lot             | Аманда                           |
| 1998        | Великий Лебовскі                       | The Big Lebowski                    | Банні Лебовскі                   |
| 1998        | Фанатка                                | Girl                                | Кайбіл                           |
| 1998        | Я прокинувся рано в день моєї смерті   | I Woke Up Early the Day I Died      | Пром Квін / бармен нічного клубу |
| 1998        | Міські легенди                         | Urban Legend                        | Саша Томас                       |
| 1999        | Жорстокі ігри                          | Cruel Intentions                    | Марсі Грінбом                    |
| 1999        | Навколо вогню                          | Around the Fire                     | Дженніфер                        |
| 1999        | Американський пиріг                    | American Pie                        | Вікторія Лазум                   |
| 1999        | Оголені тіла                           | Body Shots                          | Сара Олсуонг                     |
| 2000        | Доктор Ті і його жінки                 | Dr T and the Women                  | Конні                            |
| 2001        | Прибульці в Америці                    | Just Visiting                       | Анжеліка                         |
| 2001        | Джозі і кішечки                        | Josie and the Pussycats             | Мелоді Валентина                 |
| 2001        | Американський пиріг 2                  | American Pie 2                      | Вікторія Лазум                   |
| 2002        | Король вечірок                         | Van Wilder                          | Гвен Пірсон                      |
| 2003        | Диявольський острів                    | Devil's Pond                        | Джуліанна                        |
| 2003        | Донька мого боса                       | My Boss's Daughte                   | Ліза Тейлор                      |
| 2004        | Зв'язки                                | Knots                               | Конні                            |
| 2005        | Один у темряві                         | Alone in the Dark                   | Елін Кедрак                      |
| 2005        | Ворон 4: Молитва грішника              | The Crow: Wicked Prayer             | Лола Берн                        |
| 2005        | Тіньовий партнер                       | Silent Partner                      | Діна                             |
| 2007        | Знати б, що я геній                    | If I Had Known I Was a Genius       | Стефані                          |
| 2007        | 7-10 Спліт                             | 7-10 Split / Strike                 | Ліндсі / Ліль Ріно               |
| 2008        | Випускний угар                         | Senior Skip Day                     | Єлена Харріс                     |
| 2008        | Неприродний привід                     | Clean Break                         | Джулія Маккей                    |
| 2008        | Гадюки                                 | Vipers                              | Ніккі                            |
| 2012        | Американський пиріг: Знову разом       | American Reunion                    | Вікторія Лазум                   |
| 2012        | Останній дзвоник                       | Last Call                           | Ліндсі                           |
| Телебачення |                                        |                                     |                                  |
| Рік         | Українською мовою                      | Мовою оригіналу                     | Роль                             |
| 2001-2008   | «Клініка»                              | Scrubs                              | Денні Саліван                    |
| 1992-1999   | П'ятерняшки                            | Quintuplets                         | міс Фоллі                        |
| 2013        | Акулячий торнадо                       | Sharknado                           | Ейпріл Векслер                   |
| 2014        | Акулячий торнадо 2: Другий за рахунком | Sharknado 2: The Second One         | Ейпріл Векслер                   |
| 2017        | Акулячий торнадо 5: Глобальне роїння   | Sharknado 5: Global Swarming        | Ейпріл Векслер                   |
| 2018        | Останній торнадо акули: якраз вчасно   | The Last Sharknado: it's About Time | Ейпріл Векслер                   |

## Нагороди і номінації
| Рік  | Нагорода      | Категорія                      | Фільм              | Результат |
| ---- | ------------- | ------------------------------ | ------------------ | --------- |
| 2004 | Золота малина | Найгірша акторка другого плану | «Донька мого боса» | Номінація |
| 2006 | Золота малина | Найгірша акторка               | «Один у темряві»   | Номінація |

## Досягнення
- У рейтингу «102 сексуальних жінок у світі» журналу Stuff зайняла 48 місце (2002).
- У рейтингу «Гаряча 100 в 2002» журналу Maxim зайняла 4 місце (2002).
- У рейтингу «100 сексуальних жінок у світі, 2005» журналу FHM зайняла 43 місце (2005).